# Damien Marsh
Damien Marsh (ur. 28 marca 1971) – australijski lekkoatleta specjalizujący się w krótkich biegach sprinterskich.

## Sukcesy sportowe
- dwukrotny mistrz Australii w biegu na 100 metrów – 1994, 1996[1]
- dwukrotny wicemistrz Australii w biegu na 100 metrów – 1993, 1995
- dwukrotny mistrz Australii w biegu na 200 metrów – 1993, 1998
- wicemistrz Australii w biegu na 200 metrów – 1992
- mistrz Australii juniorów w biegu na 100 metrów – 1991

| Rok  | Miasto    | Zawody                      | Konkurencja                      | Wynik                    |
| ---- | --------- | --------------------------- | -------------------------------- | ------------------------ |
| 1990 | Płowdiw   | Mistrzostwa świata juniorów | bieg na 100 m                    | 6. miejsce               |
| 1993 | Toronto   | Halowe mistrzostwa świata   | bieg na 200 m                    | srebrny medal            |
| 1993 | Stuttgart | Mistrzostwa świata          | sztafeta 4 × 100 m bieg na 200 m | 5. miejsce 8. miejsce    |
| 1994 | Victoria  | Igrzyska Wspólnoty Narodów  | sztafeta 4 × 100 m bieg na 200 m | srebrny medal 4. miejsce |
| 1995 | Göteborg  | Mistrzostwa świata          | sztafeta 4 × 100 m               | srebrny medal            |

## Rekordy życiowe
- bieg na 60 metrów (hala) – 6,83 – Toronto 12/03/1993
- bieg na 100 metrów – 10,13 – Monako 09/09/1995
- bieg na 200 metrów – 20,32 – Linz 22/08/1995
- bieg na 200 metrów (hala) – 20,71 – Toronto 14/03/1993 (rekord Australii i Oceanii)[2]